# ノーザンカントリークラブ
ノーザンカントリークラブ（Northern Country Club）は、東京都品川区東品川に事務所があるゴルフ場。群馬県渋川市赤城町北赤城山に「赤城ゴルフ場」、同県吾妻郡高山村大字中山に「上毛ゴルフ場」がある。

## 概要
ノーザンカントリークラブは、かつて「旧・日東興業グループ」が運営していたゴルフ場で、1976年（昭和51年）9月29日に開場された「赤城ゴルフ場」27ホールと、同様に、1978年（昭和53年）4月22日に開場された「上毛ゴルフ場」18ホールである。その後、1997年（平成9年）12月25日、日東興業株式会社は和議開始を申請、2002年（平成14年）7月15日、日東興業株式会社は和議から民事再生法へ切り替え民事再生手続き開始を申請 、同年12月3日、会員債権者に対するプレー権の保証、株式の付与などの再生計画案を提出、2003年（平成15年）2月16日、 再生計画案が成立した。同年6月9日、ゴールドマン・サックス・グループは、日東興業グループのゴルフ場の運営を「アコーディア・ゴルフ・アセット合同会社」が引き継ぐことにした。
コース設計は、「赤城ゴルフ場」、「上毛ゴルフ場」共にニットーランド株式会社が行った。赤城ゴルフ場は丘陵コースで、フラットで楢、唐松などでコースをセパレートされた北コース、フェアウエイが自然のアンジュレーションが効いている中コース、一番距離は短いが戦略性を求められる攻め甲斐のある南コースである。上毛ゴルフ場も丘陵コースで、谷川岳、浅間山などの景観が楽しめ、距離が長いがフラットなアウトコース、距離は短いが正確性を求められるインコースで構成されている。また、日本のプロゴルフメジャー大会の1つ、日本プロゴルフ協会主催競技でもあり、日本選手権大会に相当する、日本プロゴルフ選手権大会などの大会開催の実績がある。

## 赤城ゴルフ場

### 所在地
〒379-1111 群馬県渋川市赤城町北赤城山15-64番地

### コース情報
- 開場日 - 1976年9月29日
- 設計者 - ニットーランド株式会社
- 面積 - 1,580,000m2（約47.7万坪）
- コースタイプ - 丘陵コース
- コース - 27ホールズ、パー108、10,437ヤード、コースレート 北・中コース72.0、中・南コース71.1、南・北コース71.0
- グリーン - 2グリーン、ベント（ペンクロス）
- フェアウエイ - コーライ
- ラフ - ノシバ
- ハザード - バンカーの94、池が絡むホール3
- プレースタイル - 乗用カート(5人乗り)、リモコン式、セルフのみ
- 練習場 - 10打席 200ヤード
- 休場日 - 冬季はクローズ[4][5]

### ギャラリー
- コース - 「ノーザンカントリークラブ赤城ゴルフ場」、コースレイアウト
- ハウス - 「ノーザンカントリークラブ赤城ゴルフ場」、レストラン

### 交通アクセス
- 鉄道 - JR上越線 - 渋川駅よりタクシー利用 約30分
- 道路 - 関越自動車道 - 赤城ICより 11km 約15分[6]

### メジャー選手権
- 1980年（昭和55年） - 第48回 日本プロゴルフ選手権大会開催[7]

## 上毛ゴルフ場

### 所在地
〒377-0702 群馬県吾妻郡高山村大字中山6860-1番地

### コース情報
- 開場日 - 1978年4月22日
- 設計者 - ニットーランド株式会社
- 面積 - 1,010,000m2（約30.5万坪）
- コースタイプ - 丘陵コース
- コース - 18ホールズ、パー72、6,621ヤード、コースレート アウトコース70.2、インコース69.0
- グリーン - 2グリーン、ベント（ペンクロス）
- フェアウエイ - コーライ
- ラフ - コウライ
- ハザード - ノシバ
- プレースタイル - 乗用カート(5人乗り)、リモコン式、セルフのみ
- ハザード - バンカー36、池が絡むホール3
- 練習場 - 打席 ヤード
- 休場日 - 年中無休（12月下旬-3月中旬、冬季クローズ） [8][9]

### ギャラリー
- コース - 「ノーザンカントリークラブ上毛ゴルフ場」、コースレイアウト
- ハウス - 「ノーザンカントリークラブ上毛ゴルフ場」、レストラン

### 交通アクセス
- 鉄道 - JR上越新幹線 - 上毛高原駅よりタクシー利用 約分
- 道路 - 関越自動車道 - 渋川伊香保ICより 17km 約25分[10]

### 周辺情報
- 県立ぐんま天文台
- NIPPONおもてなし専門学校高山校
- 養護老人ホーム吾妻
- グループホーム高山の家
- 結婚の森
- みどりの村キャンプ場

## 関連文献
- 『ゴルフ場ガイド 東版』2006-2007、「ノーザンカントリークラブ赤城ゴルフ場（群馬県）」、「ノーザンカントリークラブ上毛ゴルフ場（群馬県）」、東京 ゴルフダイジェスト社、2006年5月、2020年9月日閲覧